# Centrul pentru Studiul Obiectelor din Apropierea Pământului

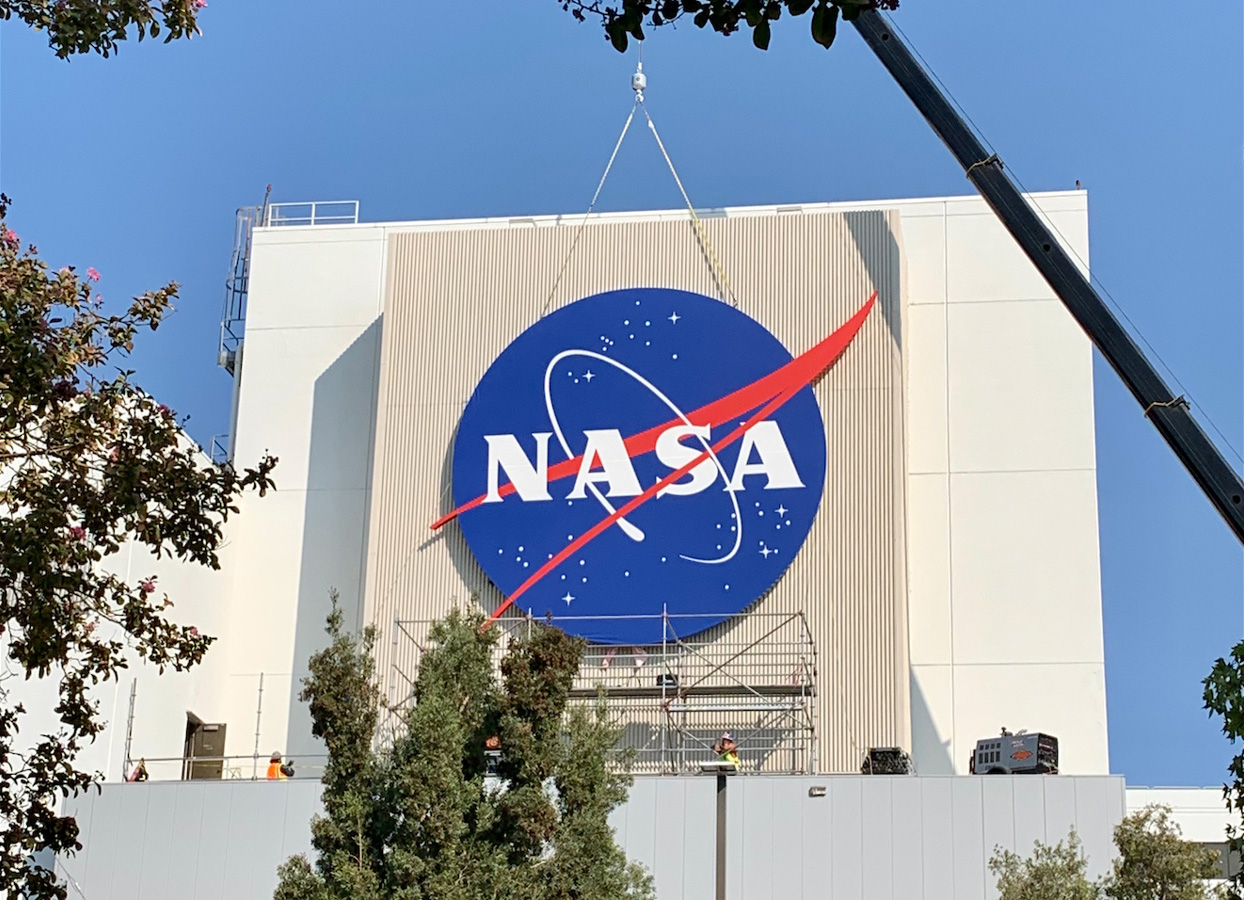
JPL

Centrul pentru Studiul Obiectelor din Apropierea Pământului (în engleză Center for Near-Earth Object Studies, CNEOS) este o divizie a Jet Propulsion Laboratory (JPL) pentru calcularea orbitelor asteroizilor și cometelor și probabilitatea lor de impact cu Pământul. Ca și JPL, este condus de institutul din apropiere, California Institute of Technology (Caltech).
CNEOS este situat la și operat de Caltech din Pasadena, California.
CNEOS calculează orbite de înaltă precizie ale obiectelor din apropierea Pământului (NEO). Aceste soluții de orbită calculează apropierea NEO de Pământ și produc evaluări ale probabilităților de impact NEO în următorul secol sau mai mult.
Centrul găzduiește sistemul de monitorizare Sentry de la JPL, care efectuează analize ale posibilelor orbite viitoare ale asteroizilor periculoși, căutând posibilități de impact în următorul secol. În mod similar, sistemul său Scout monitorizează noi descoperiri potențiale de asteroizi și calculează gama posibilă de mișcări viitoare. În cazul unui impact potențial, cunoscut sub numele de impact virtual, se estimează timpul și probabilitatea impactului.
Centrul oferă, de asemenea, aplicația NEO Deflection, care calculează cât de departe s-ar deplasa un asteroid ipotetic dacă ar fi deviat mai întâi cu o anumită cantitate.